# 上岡龍太郎がズバリ!
『上岡龍太郎がズバリ!』（かみおかりゅうたろうがズバリ）は、1992年10月15日から1996年9月19日まで、TBS系列局で毎週木曜日 19:00 - 19:54 (JST) に放送されたTBS製作のトークバラエティ番組で、上岡龍太郎の冠番組である。通称「上ズバ」。

## 概要
この番組は毎回あるテーマに該当する「50人」をスタジオに招き入れ、トータライザーを用いたアンケートをメインに進行していた。また、街頭のインタビューからの質問（「今週のチマターズ」という）にも回答していき、トータライザーのボタンを押した人の中の1人を上岡が指名していきながらトークを繰り広げ、そこからまた生まれてきた質問や疑問を掘り下げていくというものだった。トータライザーのボタンではなく、全員がフリップで回答することもあった。また番組ラストでは、参加者の中から何名かを募り、「ファイナルゲーム」というゲーム合戦を行って、優勝者にはテーマに関する賞品が贈られた。
『ムーブ・上岡龍太郎の男と女ホントのところ』と題して放送されていた当時は、ラストコーナーに「逢いたい…」があった。
メイン司会は上岡龍太郎、アシスタントにはドラマで活躍する20歳代後半の実力派女優を中心に起用していた。また、秋野暢子の元夫で『ずっとあなたが好きだった』の桂田冬彦（冬彦さん）の名前の由来となった田代冬彦がプロデューサーを務めていた。視聴率は15%以上を取る回もあった。「ムーブ」「ザッツ」枠廃止や番組名変更を経つつも全体を通して4年間放送され、1996年10月改編で終了した。

## 番組タイトルの変遷
| 期間       | 期間      | 番組タイトル                             | 備考 |
| ---------- | --------- | ---------------------------------------- | --- |
| 1992.10.15 | 1993.9.23 | ムーブ・上岡龍太郎の男と女ホントのところ | この期間においては全編ステレオ放送を実施。 |
| 1993.10.14 | 1994.3.24 | ザッツ!・上岡龍太郎vs50人                | 番組タイトルの“vs”は、“と”と読むことになっている。また、音声はステレオ放送からモノラル放送に変更し、1994年4月からの『上ズバ』でも引き続きモノラル放送を行っていた。 |
| 1994.4.14  | 1996.9.19 | 上岡龍太郎がズバリ!                      | 番組タイトルの“vs”は、“と”と読むことになっている。また、音声はステレオ放送からモノラル放送に変更し、1994年4月からの『上ズバ』でも引き続きモノラル放送を行っていた。 |

## 過去に集まった50人のテーマ（一部）
放送当時の社会や流行、世相などからテーマが設定されていた。普段では話を聞くことができない人物を集めることが多く、19時台の番組でありながら通常では考えられないようなテーマでの人選が行われていた。基本的に参加者は顔出しで出演していたが、プライバシー保護の観点から顔にモザイク処理やサングラスをかけた状態などの顔を隠して出演する場合もあった。テーマによっては50人が集まらず、50人未満で行った回もある。
- 極道の妻 - 放送第1回目で登場。サングラスをしていた。
- アルシンド（元氣な若ハゲ君） - 放送期間中にJリーグが開幕。当時鹿島アントラーズの選手だったアルシンド・サルトーリが活躍していたことから、彼のようなヘアースタイルの持ち主を招いた。
- お立ち台ギャル（ジュリアナと関西編両方） - 関西編のファイナルゲームは、音楽に合わせてギャルが踊り、両脇のボードを腰で叩く事で少女人形を最上段まで移動させる。賞品は「折りたたみ式お立ち台」（実はスピーカー付きのちゃぶ台）。
- AV女優 - 50人のうちの1人に松本コンチータがいた。
- ゲイ
- サラリーマンのゲイ - 50人が集まらず、25人で行った。25人のうちの1人にジェニーいとうがいた。
- ミス・ダンディー（いわゆるオナベさんのこと）
- ばついち（男性編、女性編、子供、10代の子ども）
- Mr.レディー（いわゆるニューハーフやオカマのこと） - 出演者に春菜愛（現：はるな愛）、ベティ、日出郎らがいた。

特にこのMr.レディーは、「Mr.レディー豪華版」として2時間スペシャルの特番が組まれるほどであった。その為、「困った時のニューハーフ」と番組末期に語っていた。
カルーセル麻紀が各地のキャバレーなどから多くのニューハーフを集めていた。
- ソープ嬢
- 看護婦
- 東大合格者 - 出演者に豊田真由子がいた。またプロデューサーの田代とディレクターの氏家も東大出身。
- “冬彦”の母[注 4]
- “マスオさん”とその妻
- ツアーコンダクター
- AD
- 帰国子女
- ボディービルダー - 出演者の中に、プロレスラーを引退し(のちに一時的復帰)ジム経営を始めていたアニマル浜口もいた。ファイナルゲームはビルダーの腕にエキスパンダー、胴体にゴムワイヤーを取り付け、制限時間内に目の前の縫い針に糸を通す。賞品は金のブルワーカー・金のパンツ・金のエキスパンダー、そして撮影した写真を使用した等身大パネル。
- 葬儀屋
- 東大卒女子
- 胸がEカップ以上のわぐれまどか女性 - ファイナルゲームは男性パネリスト（大竹・東・笑瓶）とペアを組んで、風船をお尻で割る競争。賞品は特製ブラジャー3枚。
- 一流男性モデル - 50人のうちの1人に竹野内豊がいて、パネリストの久本雅美に「犯して!」と言われた。また、この回には無名時代の谷原章介、そして、本名を名乗った沢村一樹と石黒莞士が出演していた。ファイナルゲームは久本に悩殺ポーズをして、「興奮度チェックマシーン」で久本の興奮度を測る。賞品は撮影写真を使用したテレフォンカード50枚。
- 芸能マネージャー
- マジシャン（奇術師）
- キャンパスクイーン - 出演者に大石恵、大橋美奈子（現・Fayray）、豊田綾乃（TBSテレビアナウンサー）、中嶋美和子らがいた。
- ミスコン準優勝 - ミス準ミスコンテストを開催。
- ヘアヌード写真集を出したい女性 - 放送当時、女性芸能人のヘアヌード写真集出版ブームがあった事から組まれた企画。ゲストに写真家の加納典明がおり、女性達がバストトップや素肌を露出してカメラにアピールするなど放送コードギリギリの内容であった。[注 5]
- 超難関私立中学合格者
- 東大法学部生
- 嫁来い農村青年
- 都会からIターンした夫婦
- 整形女性
- 教師VS体罰に怒っている人たち
- 霊能者VS怒っている人 - 出演者に秋山眞人、川上剛（現・川上たけし）、佳川紘子、筒井稚美らがいた。また「怒っている人」側には大槻義彦やデーブ・スペクターらがいた。
- 子役 - 50人のうちの1人にえなりかずきがいた。ファイナルゲームはコサックダンサー2名がコサックダンスを踊り、ダンサーの靴の裏に書かれている数字の和を答えるクイズ「クイズコヤックダンス」。
- ミス日本 - 出演者に玉井美香（叶美香）がおり、職業は「会社社長」となっていた。また出演者全員がティアラと受賞時のたすき（入賞者はその肩書<例・「○○年度ミス日本グランプリ」など>を付けて）をまとっていた。
- 男性高校教師と元教え子である女性の夫婦
- 奥様が年上の夫婦
- 美女と野獣夫婦
- 10代のおさな妻とその夫
- 美人ふたごGAL
- 不倫中の夫を持つ妻
- 元スチュワーデス（現在は「客室乗務員」または「キャビンアテンダント」）
- 彼が外国人のカップル
- 東大を目指す小学生
- 女子プロレスラー - プロレス団体全5グループに分かれて参加。ファイナルゲームは当時同局で放送されていた『筋肉番付』から「腹筋運動」。
- ほか

## 出演者

### 男性司会
- 上岡龍太郎

### 歴代の女性アシスタント
- 初代：床嶋佳子（女優）
- 2代目：森口瑤子（女優）
- 3代目：櫻井公美（女優）
- 4代目：進藤晶子（当時TBSアナウンサー、現在はフリー）

### 50人ウォッチャー
- 梶原しげる（番組中盤から参加） - 出演している「50人」の情報を伝える役割を担当していた。

### レギュラーコメンテーター
- 大竹まこと
- 秋野暢子
- そのまんま東（現：東国原英夫）
- 笑福亭笑瓶
- 松居直美
- 久本雅美
- ほか

### ナレーター
- 木村匡也
- ほか

## スタッフ
- 総合構成：本間謙二
- 構成：植竹公和、梅沢浩一、織田慎一郎、笹生八穂子、佐藤治彦、森正行、鈴木裕史
- ブレーン：久利一
- 音楽：安川宙志
- 技術：佐藤陽士
- VE：野々村直、荒木健一、奥村秀樹、中村孝雄、小林俊之
- カメラ：大江純一、早川征典
- 音声：立花成樹
- 照明：植田泰昌、田中浩征、正木正登、林明仁
- 編集：中川隆
- MA：上村清
- 音響効果：山田弘実
- TK：野口かずみ、中村由美
- 美術プロデューサー：西川光三
- 美術デザイン：西條貴子
- 美術制作：長谷川隆之
- 装置：早坂和憲
- メカシステム：金野寿雄
- 演出補：眞(真)田秀行
- 取材ディレクター：大内勝、竹内幸司、細谷肇、四宮義之
- 演出：氏家夏彦、熊谷信也、山崎恆成、中内みどり、海本泰、久保徹
- プロデューサー：田代冬彦
- 製作著作：TBS